# صموئيل فولر
صموئيل فولر (بالإنجليزية: Samuel Fowler)‏ هو سياسي أمريكي، ولد في 30 أكتوبر 1779 في نيوبورغ في الولايات المتحدة، وتوفي في 20 فبراير 1844 في الولايات المتحدة. حزبياً، نشط في الحزب الديمقراطي. وقد انتخب عضو مجلس النواب الأمريكي.